# Antonio Lozes
Antonio Lozes, appelé en France Antonin Lozès, né le 19 mai 1905 à Saint-Sébastien (Espagne) et mort en 1945, est un footballeur international français d'origine espagnole. 

## Biographie
Natif du Pays basque espagnol d'une famille franco-espagnole, Antonio Lozes joue comme gardien de but. En Espagne, il porte notamment le maillot du Racing Club de Madrid jusqu'en 1928.
Il s'installe alors en France, à Paris, et joue au Club français. Lors de sa première saison, il remporte avec son club la Ligue de Paris de football et atteint ensuite la finale du Championnat de France de football 1929, finalement perdue face à l'Olympique de Marseille (2-3).
Quand il est recruté la saison suivante par le FC Sochaux, club nouvellement créé pour devenir l'un des acteurs majeurs de l'avènement du football professionnel en France, il en est considéré comme l'une des premières vedettes. Avec le club sochalien, il remporte en 1931 la première édition de la Coupe Peugeot, préfigurateur du championnat de France professionnel. Il joue une saison encore une saison en Division 1 au FC Mulhouse, en 1934-1935, et semble de plus jouer ensuite au niveau professionnel, bien qu'il soit a priori licencié du FC Sochaux en 1935-1936.
Entre février et avril 1930, il joue trois matches amicaux officiels avec l'équipe de France A (une défaite au Portugal 2-0, un nul contre la Suisse 3-3, puis une lourde défaite contre la Belgique 6-1), sans parvenir à convaincre le comité de sélection de faire appel à lui pour la Coupe du monde quelques mois plus tard. Alexis Thépot (du Red Star Olympique) lui est préféré comme gardien titulaire.

## Carrière de joueur
- -1928 : Racing Club de Madrid[2]
- 1928-1929 : Club français ( France)
- 1929-1934 : FC Sochaux-Montbéliard ( France)
- 1934-1935 : FC Mulhouse ( France)
- 1935-1936 : FC Sochaux-Montbéliard ( France)

## Palmarès
- Vainqueur de la Coupe Peugeot en 1931 avec le Football Club Sochaux-Montbéliard
- Finaliste du Championnat de France de football 1929